# Dancing In The Dark (cançó de Bruce Springsteen)
Dancing In The Dark és una cançó d’estil rock publicada per primera vegada el 9 de maig de 1984 als Estats Units. Va ser cantada i escrita pel famós artista Bruce Springsteen. La cançó va ser llançada per primera vegada dins l’àlbum “Born In The U.S.A.” del 1984. És una de les cançons més escoltades de Springsteen, cosa que el va fer arribar al segon lloc del “Billboard Hot 100”. La cançó parla d’un home que lluita per trobar el seu lloc al món. Al protagonista li desagrada la vida rutinària que està vivint, i li agradaria trobar alguna cosa més a la seva vida, que el fes ser feliç. La cançó relata aquesta història amb molta acció i energia.

## Composició musical
La cançó Dancing In The Dark està escrita amb la clau de Si Major, és a dir, que té com a sostinguts a l'armadura: Fa#, Do#, Sol#, Re# i La#. L’acord que trobem més a la peça és el primer grau, Si Major, que va canviant de mode. A part de Si Major, trobem altres acords, com per exemple Mi Major o Do# menor, entre d'altres.

## Videoclip
Inicialment, el videoclip va ser fet per Jeff Stein, a l’estudi on Springsteen va gravar la cançó, però, quan Springsteen va veure el vídeo que li havia preparat, el va acomiadar, ja que no li va semblar decent. Stein, per simular el tema principal de la cançó, “ballar a la foscor”, va fer un videoclip gairebé a les fosques, en el qual quasi no es podia ni apreciar la presència de Springsteen. Just el dia de l’estrena de la cançó, el 29 de juny de 1984, Springsteen va demanar a Brian De Palma que li fes el videoclip. El videoclip va ser rodat la mateixa nit del 29 de juny de 1984, en el Saint Paul Cívic Center, de Saint Paul. El vídeo musical va ser considerat com a força senzill per Springsteen, en relació amb altres videoclips que havia fet Brian De Palma, però, no obstant això, li va agradar molt més que el que li va fer Stein d’un principi. La interpretació del vídeo és directe, Springsteen no toca la guitarra en cap moment, es dedica únicament a ballar i cantar. Al final de la cançó, Springsteen convidar a una noia del públic a ballar, una idea de De Palma prèviament preparada. La noia que surt a ballar, simula que és qui necessitava Springsteen segons explicava la cançó.

## Sobre la lletra
Bruce Springsteen va voler compondre aquesta cançó per transmetre el que sentia davant la pressió del públic i els executius que gestionaven l’economia de les cançons. Segons va dir, Springsteen se sentia malament, ja que se sentia obligat a compondre per fer diners, no per compondre el que a ell li sorgia del cor. Aquesta ràbia el va portar a una revelació que va fer mitjançant aquesta cançó, Dancing In The Dark. La cançó relata els sentiments que tenia Springsteen, d’una manera molt enèrgica. Transmet que no s'agrada tal com és i que li agradaria canviar, trobar alguna cosa més a la vida que el fes ser feliç. Diu diverses vegades que això podria ser una noia. El títol de la cançó, en català, vol dir: “Ballar a la foscor”. El que s'entén de la cançó és que li agradaria ballar a la foscor amb algú per solucionar aquests problemes que tenia.

## Historial de presentacions

### Working on a dream tour
Després que Springsteen, durant el 2009, estigues per arreu d’Europa fent concerts per les ciutats més grans, va decidir fer una gira per Espanya, tocant les seves millors cançons. En aquesta gira, Springsteen va anar a 5 ciutats: Bilbao, Sevilla, Santiago de Compostela, Valladolid i Benidorm. No va voler trepitjar Madrid ni Barcelona, ja que ja hi havia estat diverses vegades, i el seu objectiu era conèixer més a fons la península i passar per on no havia passat. En cada una d’aquestes ciutats, Springsteen va acabar els concerts amb la cançó Dancing In The Dark. Va haver-hi una gran part dels seguidors Espanyols de Springsteen que el van seguir durant tota la gira, amb la intenció de veure els màxims concerts de l’anomenat popularment: “el boss”.

### Barcelona 2023
El 28 d’abril de 2023, Springsteen, havent fet ja els 73 anys, i la E Street Band, van decidir fer un concert a Barcelona, sense saber veritablement sí seria l’últim que farien en aquesta ciutat. El concert es va fer a l'Estadi Olímpic Lluís Companys de Barcelona. En el concert hi van assistir prop de 55.000 persones, amb l’objectiu de veure cantar a l’anomenat popularment: “el boss”. Durant el concert, Springsteen va tocar 28 cançons, començant per: No Surrender i acabant amb: The Rising. Dancing In The Dark la va tocar en el vint-i-sisè lloc, seguit de la cançó: Bobbie Jean. En aquest concert, Springsteen va tenir convidats de luxe, com és l’expresident Barack Obama, que va venir acompanyat de la seva dona i el director de cine Steven Spielberg. En aquest concert, Springsteen va canviar algun fragment de la lletra originària de Dancing In The Dark, com ja havia fet en anteriors concerts. Puntualment, la melodia també es va alterar.

## Músics
- Bruce Springsteen - Va tocar la guitarra elèctrica i va cantar la lletra principal de la cançó.

- Roy Bittan i Danny Fedirici - Van tocar el teclat sintetitzador. Roy Bittan també era el pianista de la “E Street Band”, una banda dirigida per Springsteen.

- Clarence Clemons - Va tocar el saxofon igual que a moltes altres cançons de Springsteen.

- Garry Talent - Va tocar el baix, va ser el baixista de Springsteen durant molts anys, també formava part de la “E Street Band”

- Max Weinberg - Va tocar la bateria. Ha acompanyat a Springsteen en la majoria de les seves cançons. Era també el que tocava la bateria a la “E Street Band”.[7][8]

## Versions de la cançó
- 1985: Big Daddy[9]
- 1985: Tina Turner[10]
- 1986: The Shadows[11]
- 1989: London Philharmonic Orchestra[12]
- 1992: Zip Code Rapists[13]
- 1997: Kermit the Frog[14]
- 1998: Jive Bunny & The Master Mixers[15]
- 1999: Mary Chapin Carpenter[16]
- 2001: Pete Yorn[17]
- 2006: Tegan and Sara[18]
- 2009: Nat and Alex Wolff[19]
- 2009: Amy Macdonald[20]
- 2009: White Lies[21]
- 2010: Don Black[22]
- 2011: Sara Beck[23]
- 2013: Ruth Moody[24]
- 2013: Eddie Berman[25]
- 2013: Dowsing[26]
- 2013: Kathryn Williams[27]
- 2014: Morgan James[28]
- 2015: Down Town boys[29]
- 2016: Jackie Greene[30]
- 2018: Niall Joran[31]
- 2021: Juanes[32]